# Sven Mary
Pour les articles homonymes, voir Mary.
Sven Mary, né en 1972, est un avocat pénaliste belge. Il est le fils de l’entrepreneur belge Tony Mary. Il s’est fait connaitre mondialement en acceptant la défense de Salah Abdeslam.
Après sa plaidoirie en faveur de son client pour l'affaire de la fusillade de la rue du Dries, au cours de laquelle il demande l'annulation de la procédure pour vice de forme, il reçoit, comme en d'autres occasions, des menaces de mort qui visent non seulement sa personne, mais aussi ses enfants.

## Publications
- L'avocat rebelle, Kennes Editions, 2021,  (ISBN 978-2380751413)[4]